# Tavistholmen (vid Valkom, Lovisa)
Tavistholmen är en ö i Finland. Den ligger i Finska viken och i kommunen Lovisa i den ekonomiska regionen  Lovisa i landskapet Nyland, i den södra delen av landet. Ön ligger omkring 75 kilometer öster om Helsingfors.
Öns area är 30,6 hektar och dess största längd är 1,1 kilometer i sydväst-nordöstlig riktning.